# Lasse Heinze
Lasse Visgaard Heinze (3 aprile 1986) è un ex calciatore danese, di ruolo portiere.

## Carriera

### Giocatore

#### Club

##### Gli esordi al Midtjylland
Heinze ha cominciato la carriera con la maglia del Midtjylland. Ha esordito nella Superligaen in data 8 maggio 2005, schierato titolare nella sconfitta casalinga per 1-2 contro il Viborg. Il 17 luglio 2008 ha disputato la prima partita nelle competizioni europee per club, venendo schierato in campo nel primo turno di qualificazione alla Coppa UEFA 2008-2009: ha difeso i pali della porta del Midtjylland nella vittoria per 1-3 in casa del Bangor City. È rimasto in forza al Midtjylland fino al termine del campionato 2008-2009.

##### Silkeborg
Nell'estate 2009, Heinze è passato al Silkeborg con la formula del prestito. Ha debuttato con questa maglia il 19 luglio, schierato titolare nel pareggio per 1-1 sul campo dell'HB Køge. A gennaio 2010, il trasferimento al Silkeborg è diventato a titolo definitivo. Heinze ha difeso i pali della porta della squadra per quattro stagioni, totalizzando 130 presenze tra campionato e coppa e subendo 213 reti.

##### Horsens
Il 5 luglio 2013, l'Horsens ha annunciato d'aver ingaggiato Heinze, che si è legato al nuovo club con un contratto annuale. Ha esordito in squadra in data 17 ottobre, schierato titolare nella sconfitta casalinga per 1-3 contro l'HB Køge. Nel corso della stagione ha totalizzato 23 presenze tra campionato e coppa, subendo 31 reti. L'Horsens ha chiuso l'annata al 5º posto in classifica.

##### Il ritorno al Midtjylland
Il 6 giugno 2014, Heinze ha fatto ritorno al Midtjylland, a cui si è legato con un contratto triennale. Nel corso della stagione 2014-2015, ha ricoperto esclusivamente il ruolo di secondo portiere, scendendo in campo soltanto in un'occasione, nella sfida valida per la Coppa di Danimarca e persa per 3-0 contro l'Esbjerg. A fine stagione, il Midtjylland si è aggiudicato la vittoria del campionato.

##### Sarpsborg 08
Il 27 luglio 2015, i norvegesi del Sarpsborg 08 hanno annunciato sul proprio sito internet d'aver ingaggiato Heinze con la formula del prestito fino al termine della stagione. Ha esordito nell'Eliteserien in data 27 settembre, schierato titolare nel pareggio per 1-1 maturato sul campo dell'Odd. Ha collezionato 4 partite in squadra, subendo complessivamente 8 reti.

#### Nazionale
Heinze ha giocato 4 partite per la Danimarca under 21 tra il 2008 ed il 2009. Ha esordito il 27 marzo 2007, nella sconfitta per 2-1 contro la Grecia, in una sfida amichevole disputatasi ad Atene.

### Dopo il ritiro
Terminato il prestito al Sarpsborg 08, ha fatto ritorno al Midtjylland: in data 25 novembre 2015, è diventato allenatore dei portieri nelle giovanili della squadra, ritirandosi dall'attività agonistica.

## Statistiche

### Presenze e reti nei club
Statistiche aggiornate al 25 novembre 2015.
| Stagione           | Club               | Campionato         | Campionato | Campionato | Coppe nazionali | Coppe nazionali | Coppe nazionali | Coppe continentali | Coppe continentali | Coppe continentali | Supercoppe | Supercoppe | Supercoppe | Totale | Totale |
| Stagione           | Club               | Comp               | Pres       | Reti       | Comp            | Pres            | Reti            | Comp               | Pres               | Reti               | Comp       | Pres       | Reti       | Pres   | Reti   |
| ------------------ | ------------------ | ------------------ | ---------- | ---------- | --------------- | --------------- | --------------- | ------------------ | ------------------ | ------------------ | ---------- | ---------- | ---------- | ------ | ------ |
| 2004-2005          | Midtjylland        | SL                 | 4          | -6         | CD              | ?               | -?              | -                  | -                  | -                  | -          | -          | -          | 4+     | -?     |
| 2005-2006          | Midtjylland        | SL                 | 0          | 0          | CD              | ?               | -?              | -                  | -                  | -                  | -          | -          | -          | 0+     | -?     |
| 2006-2007          | Midtjylland        | SL                 | 11         | -12        | CD              | ?               | -?              | -                  | -                  | -                  | -          | -          | -          | 11+    | -?     |
| 2007-2008          | Midtjylland        | SL                 | 12         | -11        | CD              | ?               | -?              | -                  | -                  | -                  | -          | -          | -          | 12+    | -?     |
| 2008-2009          | Midtjylland        | SL                 | 31         | -40        | CD              | 1               | -1              | CU                 | 3                  | -2                 | -          | -          | -          | 35     | -43    |
| 2009-2010          | Silkeborg          | SL                 | 32         | -50        | CD              | 2               | -4              | -                  | -                  | -                  | -          | -          | -          | 34     | -54    |
| 2010-2011          | Silkeborg          | SL                 | 33         | -49        | CD              | 1               | -2              | -                  | -                  | -                  | -          | -          | -          | 34     | -51    |
| 2011-2012          | Silkeborg          | SL                 | 33         | -47        | CD              | 2               | -5              | -                  | -                  | -                  | -          | -          | -          | 35     | -52    |
| 2012-2013          | Silkeborg          | SL                 | 25         | -53        | CD              | 2               | -3              | -                  | -                  | -                  | -          | -          | -          | 27     | -56    |
| Totale Silkeborg   | Totale Silkeborg   | Totale Silkeborg   | 123        | -199       |                 | 7               | -14             |                    | -                  | -                  |            | -          | -          | 130    | -213   |
| 2013-2014          | Horsens            | 1D                 | 21         | -28        | CD              | 2               | -3              | -                  | -                  | -                  | -          | -          | -          | 23     | -31    |
| 2014-2015          | Midtjylland        | SL                 | 0          | 0          | CD              | 1               | -3              | UEL                | 0                  | 0                  | -          | -          | -          | 1      | -3     |
| lug. 2015          | Midtjylland        | SL                 | 0          | 0          | CD              | 0               | 0               | UCL                | 0                  | 0                  | -          | -          | -          | 0      | 0      |
| Totale Midtjylland | Totale Midtjylland | Totale Midtjylland | 58         | -69        |                 | 2+              | -?              |                    | 3                  | -2                 |            | -          | -          | 63+    | -?     |
| lug.-dic. 2015     | Sarpsborg 08       | ES                 | 3          | -8         | CN              | 1               | 0               | -                  | -                  | -                  | -          | -          | -          | 4      | -8     |
| Totale             | Totale             | Totale             | 205        | -314       |                 | 12+             | -?              |                    | 3                  | -2                 |            | -          | -          | 219+   | -?     |

## Palmarès

### Club

#### Competizioni nazionali
- Campionato danese: 1

Midtjylland: 2014-2015